# Médaille Oersted
Pour les articles homonymes, voir Oersted.

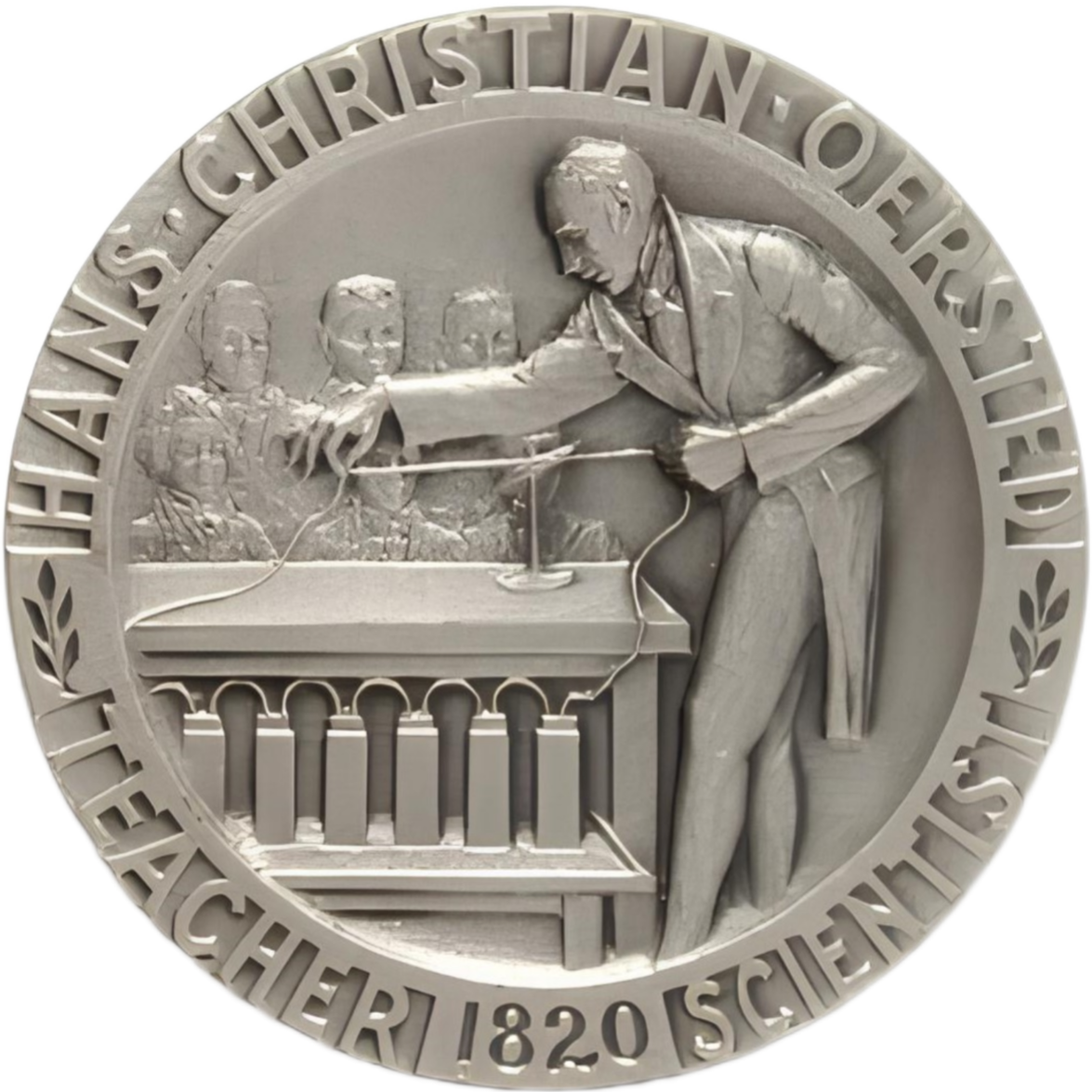
Médaille Oersted (avers)

La Médaille Oersted est un prix qui récompense les contributions notables dans le domaine de l'enseignement de la physique. Créé en 1936, c'est la récompense la plus prestigieuse attribuée par l’Association américaine des professeurs de physique (American Association of Physics Teachers (en)). Son nom vient du physicien Hans Christian Ørsted.
Les personnes les plus célèbres ayant reçu ce prix sont les lauréats du prix Nobel Robert Andrews Millikan, Edward Mills Purcell, Richard Feynman, Isidor Isaac Rabi, Norman Foster Ramsey, Hans Bethe et Carl Wieman ; on peut citer aussi Arnold Sommerfeld, George Uhlenbeck, Jerrold Zacharias (en), Philip Morrison, Melba Phillips, Victor Weisskopf, Gerald Holton, John Wheeler, Frank Oppenheimer, Robert Resnick, Carl Sagan, Freeman Dyson, Daniel Kleppner, Lawrence Krauss, Anthony French, David Hestenes, Robert Karplus (en), Robert Pohl et Francis Sears.
La médaillée 2008, Mildred Dresselhaus, est la troisième femme à recevoir ce prix depuis sa création.

## Liste des lauréats
- 1936 : William Suddards Franklin
- 1937 : Edward Herbert Hall
- 1938 : Alexander Wilmer Duff
- 1939 : Benjamin Harrison Brown
- 1940 : Robert Andrews Millikan
- 1941 : Henry Crew
- 1942 : non décerné
- 1943 : George Walter Stewart
- 1944 : Roland Roy Tileston
- 1945 : Homer Levi Dodge (en)
- 1946 : Ray Lee Edwards
- 1947 : Duane Roller
- 1948 : William Harley Barber
- 1949 : Arnold Sommerfeld
- 1950 : Orrin H. Smith
- 1951 : John W. Hornbeck
- 1952 : Ansel A. Knowlton
- 1953 : Richard M. Sutton
- 1954 : Clifford N. Wall
- 1955 : Vernet E. Eaton
- 1956 : George Uhlenbeck
- 1957 : Mark W. Zemansky
- 1958 : J. W. Buchta
- 1959 : Paul Kirkpatrick
- 1960 : Robert Pohl
- 1961 : Jerrold Zacharias (en)
- 1962 : Francis Sears
- 1963 : Francis L. Friedman
- 1964 : Walter Christian Michels
- 1965 : Philip Morrison
- 1966 : Leonard Schiff
- 1967 : Edward Mills Purcell
- 1968 : Harvey E. White
- 1969 : Eric M. Rogers (en)
- 1970 : Edwin Kemble (en)
- 1971 : Uri Haber-Schaim
- 1972 : Richard Feynman
- 1973 : Arnold Arons
- 1974 : Melba Phillips
- 1975 : Robert Resnick
- 1976 : Victor Weisskopf
- 1977 : H. Richard Crane (en)
- 1978 : Wallace A. Hilton
- 1979 : Charles Kittel
- 1979 : Paul Klopsteg (en), Extraordinary Oersted Medal Award
- 1980 : Gerald Holton
- 1981 : Robert Karplus (en)
- 1982 : Isidor Isaac Rabi
- 1983 : John Wheeler
- 1984 : Frank Oppenheimer
- 1985 : Sam Treiman
- 1986 : Stanley S. Ballard (en)
- 1987 : Clifford E. Swartz
- 1988 : Norman Foster Ramsey
- 1989 : Anthony French
- 1990 : Carl Sagan
- 1991 : Freeman Dyson
- 1992 : Eugen Merzbacher (de)
- 1993 : Hans Bethe
- 1994 : E. Leonard Jossem
- 1995 : Robert Beck Clark
- 1996 : Donald F. Holcomb
- 1997 : Daniel Kleppner
- 1998 : Edwin F. Taylor
- 1999 : David Goodstein (en)
- 2000 : John G. King
- 2001 : Lillian C. McDermott
- 2002 : David Hestenes
- 2003 : Edward Kolb
- 2004 : Lawrence Krauss
- 2005 : Eugene Commins
- 2006 : Kenneth Ford
- 2007 : Carl Wieman
- 2008 : Mildred Dresselhaus
- 2009 : George Smoot
- 2010 : non décerné
- 2011 : F. James Rutherford (en)
- 2012 : Charles H. Holbrow
- 2013 : Edward Redish
- 2014 : Dean Zollman
- 2015 : Karl Mamola[1]
- 2016 : John Winston Belcher
- 2017 : Jan Tobochnik
- 2018 : Barbara L. Whitten
- 2019 : Gay Stewart[2]
- 2020 : David Sokoloff
- 2021 : Shirley Ann Jackson
- 2023 : S. James Gates
- 2024 : Laura H. Greene
- 2025 : Fred M. Goldberg